# Coleophora umbratica
Coleophora umbratica é uma espécie de mariposa do gênero Coleophora pertencente à família Coleophoridae.